# Tureň
Tureň (slowakisch bis 1948 „Zonctureň“; ungarisch Zonctorony, deutsch Zontz) ist eine Gemeinde im Okres Senec innerhalb des Bratislavský kraj in der Slowakei.

## Geographie
Tureň liegt im Donautiefland am rechten Ufer der Čierna voda (Schwarzwasser) und auf einem Seitenarm der Kleinen Donau. Die Stadt Senec ist 5 km Richtung Norden und die Hauptstadt Bratislava 25 km nach Westen gelegen.
Zur Gemeinde gehört neben dem Hauptort auch der Ortsteil Zonc (1943 eingemeindet). Südlich der Gemeinde befindet sich auch die Siedlung Slanica.

## Geschichte
Der Ort wurde zum ersten Mal 1252 als Chondol schriftlich erwähnt. Auch der Ortsteil Zonc wurde ebenfalls in diesem Jahr als Zwnch erwähnt. Beide waren landwirtschaftliche Gemeinden. Tureň gehörte zur Verwaltung der damaligen Pressburger Kapitel, während Zonc ein Herrschaftsgut der Burg Pressburg war.
Bis 1918 lagen alle Orte im Komitat Pressburg im Königreich Ungarn, danach kam er zur neu entstandenen Tschechoslowakei. Aufgrund des Ersten Wiener Schiedsspruchs lagen alle Orte 1938–45 noch einmal in Ungarn. Unter der ungarischen Herrschaft wurden die beiden Orte Tureň (ungarisch bis dahin Dunatorony) und Zonc 1943 zu einem Doppelort vereinigt, der Doppelname wurde 1948 wieder verkürzt, die beiden Orte blieben aber vereinigt.

## Bevölkerung
| Jahr                | 1994 | 2004    | 2014     | 2024     |
| ------------------- | ---- | ------- | -------- | -------- |
| Anzahl der Personen | 840  | 878     | 1089     | 1282     |
| Unterschied         |      | +4,52 % | +24,03 % | +17,72 % |

| Jahr                | 2023 | 2024    |
| ------------------- | ---- | ------- |
| Anzahl der Personen | 1264 | 1282    |
| Unterschied         |      | +1,42 % |